# Pristimantis pyrrhomerus
Pristimantis pyrrhomerus är en groddjursart som först beskrevs av Lynch 1976.  Pristimantis pyrrhomerus ingår i släktet Pristimantis och familjen Strabomantidae. IUCN kategoriserar arten globalt som starkt hotad. Inga underarter finns listade i Catalogue of Life.